# Габриелян, Борис Саакович
Борис (Бабкен) Саакович Габриелян (23 ноября 1902 — 23 ноября 1931) — армянский советский актёр.

## Биография
Окончил армянскую драматическую студии под руководством Р. Н. Симонова в Москве. С 1928 года работал в Ленинаканском театре.
Актёр яркого темперамента, Б. Габриелян играл трагедийные и комедийные роли.

## Избранные роли
- Симон («Ярость» по Е. Яновскому),
- Годун («Разлом» Б. Лавренёва),
- Караваев («Мятеж» по Д. Фурманову),
- Карл Томас («Гоп-ля — мы живём» Э. Толлера),
- Юсов («Доходное место» А. Н. Островского),
- Несчастливцев (Гурмыжский) («Лес») А. Н. Островского),
- Мартынов («Приговор» С. Левитиной),
- Баба («Марокко» Багдасаряна и др.